# Nagy Abonyi Melinda
Nagy Abonyi Melinda (szerbül: Melinda Nadj Abonji) (Óbecse, 1968 –) Svájcban élő, vajdasági magyar származású írónő. Az írás mellett énekel és hegedül is, valamint oktat a Zürichi Pedagógiai Főiskolán.

## Pályafutása
Történelmet, publicisztikát és német irodalmat tanult Zürichben.
2004-ben, az Ammann Verlagnál jelent meg első regénye, az Im Schaufenster im Frühling (Tavasszal a kirakatban), amelyet számos díjjal ismertek el. 2006-ban lemezt adott ki Jurczok 1001 beatboxerrel, amelyen énekkel és hegedűjátékkal szerepel. Második regénye, a Tauben fliegen auf (Galambok röppennek föl) a salzburgi Jung und Jung kiadónál jelent meg 2010-ben. 2010. szeptember 9-én a budapesti Goethe Intézetben tartott belőle felolvasóestet.
2012 áprilisában újra Magyarországra látogatott, melynek keretében a Magvető Kiadónál megjelent Galambok röppennek föl című regényét mutatta be. A művet Blaschtik Éva fordította. A felolvasó körút állomásai Budapest (Írók Boltja), Debrecen (Méliusz Juhász Péter Megyei Könyvtár) és Szeged (Somogyi Könyvtár) voltak.
Jelenleg Zürichben él.

## Díjak
2010-ben ő kapta a Német Könyvdíjat (Deutscher Buchpreis) és a Svájci Könyvdíjat Galambok röppennek fel című önéletrajzi ihletésű regényéért.

## Művei
- Tavasszal a kirakatban /magyarul kiadatlan/ (Im Schaufenster im Frühling, 2004)
- Melinda Nadj Abonji: Galambok röppennek föl; ford. Blaschtik Éva; Magvető, Bp., 2012[2]